# Al-Adid
Al-Adid, petit-fils d'Al-Hafiz, fut le 14e et dernier calife fatimide ainsi que le 24e et dernier Imam Hafizzi de 1160 à 1171. À la mort du calife en novembre 1171, Saladin annexa le territoire des Fatimides et régna en maître sur l'Égypte à la tête de la dynastie des Ayyoubides. La branche chiite Hafizzi disparaît avec cet Imam. Les seuls chiites Mustaliens restant sont les Tayyibi.